# Самгхадаман
Самгхадаман — правитель в древнеиндийском государстве Западных Кшатрапов в III веке.

## Биография
Отцом Самгхадамана был Рудрасимха I, а братьями — Рудрасена I и Дамасена. Найденные с именем Самгхадамана монеты являются очень редкими и содержат только одну дату их чеканки, которая, по мнению П. Тэндона, соответствует 227 году н. э., когда страной правил Дамасена. По всей видимости, по предположению Д. Рэйджора, Самгхадаман, также принявший титул махакшатрапа и начавший чеканить собственные монеты, восстал против брата, но Дамасене удалось в течение короткого срока подавить это выступление. Согласно точке зрения других исследователей, в том числе Э. Рэпсона, после смерти Рудрасены в 222 году до н. э. трон перешёл к Самгхадаману, правившему около двух лет, после чего на престол взошёл Дамасена.